# Миколай Малджик
Миколай Малджик гербу Вуж зі Старогроду (пол. Mikołaj Małdrzyk) — польський шляхтич, військовик та урядник Королівства Польського. Походив з мазовецької шляхти. 1436 року підписав Берестейський мир як белзький каштелян.